# Сапанджа
Сапанджа (тур. Sapanca Gölü) — озеро в північно-західній частині Туреччини. Має площу 45 км², 16 км довжиною і 5 км завширшки в найбільшій своїй частині. Рівень води та площа варіюють в залежності від сезону і року. Озеро розташоване недалеко від Мармурового моря, тому вода в ньому мінералізована.

## Перелік риб оз. Сапанджа

### Вугрові(Anguillidae)
- Вугор європейський, Anguilla anguilla (Liiaeus, 1758)

### Атеринові(Atherinidae)
- Атерина піщана, Atherina boyeri (Risso, 1810)

### Оселедцеві(Clupeidae)
- Оселедець керченський, Alosa maeotica (Grimm, 1901)
- Тюлька абрауська, Clupeonella abrau muhlisi (Neu, 1934)

### В'юнові(Cobitidae)
- Cobitis vardarensis (Karaman, 1928)

### Баліторові(Cobitidae)
- Nemacheilus angorae (Steindachner, 1897)

### Коропові(Cyprinidae)
- Лящ, Abramis brama (Linnaeus, 1758)
- Alburnus albidus (Costa, 1938)
- Верховодка звичайна, Alburnus alburnus (Linnaeus, 1758)
- Бистрянка звичайна, Alburnoides bipunctatus (Bloch, 1782)
- Білизна звичайна, Aspius aspius (Linnaeus, 1758)
- Плоскирка, Blicca bjoerkna (Linnaeus, 1758)
- Карась звичайний, Carassius carassius (Linnaeus, 1758)
- Карась сріблястий, Carassius gibelio (Bloch, 1782)
- Шемая, Chalcalburnus chalcoides (Guldenstad, 1772)
- Chondrostoma angorense (Elvira, 1987)
- Короп звичайний, Cyprinus carpio (Linnaeus, 1758)
- Бобирець звичайний, Petroleuciscus borysthenicus (Kessler, 1859)
- Гірчак європейський, Rhodeus amarus (Bloch, 1782)
- Плітка звичайна, Rutilus rutilus (Linnaeus, 1758)
- Краснопірка звичайна, Scardinius erythrophthalmus (Linnaeus, 1758)
- Головень європейський, Squalius cephalus (Linnaeus, 1758)
- Лин, Tinca tinca (Linnaeus, 1758)
- Рибець звичайний, Vimba vimba (Linnaeus, 1758)

### Щукові(Esocidae)
- Щука звичайна, Esox lucius (Linnaeus, 1758)

### Бичкові(Gobiidae)
- Кніповичія кавказька, Knipowitschia caucasica (Berg, 1916)
- Бичок-гонець, Babka gymnotrachelus (Kessler, 1857)
- Бичок-кругляк, Neogobius melanostomus (Pallas, 1814)
- Бичок-бабка, Neogobius fluviatilis (Pallas, 1814)
- Бичок-сурман, Ponticola syrman (Nordmann, 1840)
- Бичок-цуцик морський, Proterorhinus marmoratus (Pallas, 1814)

### Центрархові(Centrarchidae)
- Царьок, Lepomis gibbosus (Linnaeus, 1758)

### Окуневі(Percidae)
- Окунь звичайний, Perca fluviatilis (Linnaeus, 1758)

### Міногові(Petromyzontidae)
- Мінога річкова, Lampetra fluviatilis (Linnaeus, 1758)

### Лососеві(Salmonidae)
- Пструг райдужний, Onchorhynchus mykiss (Walbaum, 1792)
- Лосось чорноморський, Salmo labrax (Pallas, 1811)
- Salmo cettii (Dumeril, 1858)

### Сомові(Siluridae)
- Сом європейський, Silurus glanis (Linnaeus, 1758)

### Іглицеві(Syngnathidae)
- Іглиця пухлощока, Syngnathus abaster (Risso, 1827)
- Іглиця тонкорила, Syngnathus tenuirostris (Rathke, 1837)